# Marian Juśko
Marian Juśko (ur. 12 kwietnia 1942 w Lublinie, zm. 2 maja 2018 tamże) – polski polityk, inżynier, poseł na Sejm III kadencji.

## Życiorys
W 1972 ukończył studia na Wydziale Elektrycznym Wyższej Szkoły Inżynierskiej.
Od lat 60. do rozwiązania należał do Polskiej Zjednoczonej Partii Robotniczej. Zawodowo związany przez wiele lat z Fabryką Samochodów Ciężarowych w Lublinie; zaczynał jako robotnik, awansował ostatecznie na stanowisko głównego energetyka. W 1992 został dyrektorem Lubelskiego Przedsiębiorstwa Energetyki Cieplnej (którym kierował do 1998). W latach 90. był także radnym Lublina.
W wyborach parlamentarnych w 1997 uzyskał mandat posła z ramienia Sojuszu Lewicy Demokratycznej. W 2001 nie ubiegał się o reelekcję. Był później etatowym doradcą wojewody lubelskiego.